# Unterseeboot 287
Le Unterseeboot 287 (ou U-287) est un sous-marin allemand (U-Boot) de type VII.C utilisé par la Kriegsmarine (marine de guerre allemande) pendant la Seconde Guerre mondiale.

## Historique
Mis en service le 22 septembre 1943, l'Unterseeboot 287 reçoit sa formation de base à Memel au sein de la 24. Unterseebootsflottille jusqu'au 28 février 1944, puis l'U-287 intègre sa formation de combat à Hambourg avec la 31. Unterseebootsflottille.
En préparation de sa première patrouille, l'U-287 quitte le port de Kiel le 15 août 1944 sous les ordres de l’Oberleutnant zur See Heinrich Mey pour rejoindre Horten qu'il atteint six jours plus tard, le 20 août 1944.

Six jours plus tard, le 26 août 1944, l'U-287 quitte le port de Horten pour rejoindre Kristiansand deux jours plus tard, le 27 avril 1945.
Il appareille du port de Kristiansand le 29 avril 1945 pour sa première patrouille, toujours sous les ordres de l’Oberleutnant zur See Heinrich Meyer. Après la reddition de l'Allemagne nazie le 8 mai 1945, et après 18 jours en mer, l'U-287 est coulé le 16 mai 1945 par une mine dans l'estuaire de l'Elbe (d'après d'autres sources, l'U-287 aurait été sabordé le 15 ou 16 mai 1945 à la position géographique de 53° 50′ N, 8° 50′ E).

## Affectations successives
- 24. Unterseebootsflottille à Memel du 22 septembre 1943 au 28 février 1944 (entraînement)
- 31. Unterseebootsflottille à Hambourg du 1er mars au 8 mai 1945 (service actif)

## Commandement
- Oberleutnant zur See Heinrich Meyer du 22 septembre 1943 au 16 mai 1945

## Patrouilles
|       | Commandant           | Départ        | Départ       | Arrivée       | Arrivée      | Jours    | Succès |
| ----- | -------------------- | ------------- | ------------ | ------------- | ------------ | -------- | ------ |
|       | Oblt. Heinrich Meyer | 15 avril 1945 | Kiel         | 20 avril 1945 | Horten       | 6 jours  |        |
|       | Oblt. Heinrich Meyer | 26 avril 1945 | Horten       | 27 avril 1945 | Kristiansand | 2 jours  |        |
| 1     | Oblt. Heinrich Meyer | 29 avril 1945 | Kristiansand | 16 mai 1945   | Coulé        | 18 jours |        |
| Total | Total                | Total         | Total        | Total         | Total        | 26 jours | 0 t    |

Note : Oblt. = Oberleutnant zur See

### Opérations Wolfpack
L'U-287 n'a pas opéré avec les Wolfpacks (meute de loups) durant sa carrière opérationnelle.

## Navires coulés
L'Unterseeboot 287 n'a ni coulé, ni endommagé de navire ennemi au cours de l'unique patrouille (18 jours en mer) qu'il effectua.

### Source et bibliographie
- (en) Cet article est partiellement ou en totalité issu de l’article de Wikipédia en anglais intitulé « German submarine U-287 » (voir la liste des auteurs).
- Chris Bishop, Les Sous-marins de la Kriegsmarine : 1939-1945 : le guide d'identification des sous-marins, Paris, Éditions de Lodi, 2008, 192 p. (ISBN 978-2-84690-327-1 et 2-84690-327-1)